# Ольговский сельсовет (Курская область)
О́льговский сельсовет — муниципальное образование со статусом сельского поселения в Кореневском районе Курской области Российской Федерации.
Административный центр — село Ольговка.

## История
Статус и границы сельсовета установлены Законом Курской области от 21 октября 2004 года № 48-ЗКО «О муниципальных образованиях Курской области».
Законом Курской области от 26 апреля 2010 года № 26-ЗКО в состав сельсовета включены населённые пункты упразднённого Кремяновского сельсовета.

## Население
| 2002  | 2010  | 2012  | 2013  | 2014  | 2015  | 2016  |
| ----- | ----- | ----- | ----- | ----- | ----- | ----- |
| 1148  | ↗1642 | ↘1605 | ↘1569 | ↘1517 | ↘1511 | ↘1495 |
| 2017  | 2018  | 2019  | 2020  | 2021  |       |       |
| ↗1499 | →1499 | ↘1493 | ↗1498 | ↘1271 |       |       |

## Состав сельского поселения
| № | Населённый пункт | Тип населённого пункта       | Население |
| - | ---------------- | ---------------------------- | --------- |
| 1 | Ветрено          | село                         | ↘116      |
| 2 | Дуровка          | деревня                      | ↘44       |
| 3 | Жеболовка        | деревня                      | ↘31       |
| 4 | Журавли          | деревня                      | ↘128      |
| 5 | Кремяное         | село                         | ↘649      |
| 6 | Ольговка         | село, административный центр | ↘674      |